# Club Deportivo Móstoles
|  | No s'ha de confondre amb Club Deportivo Móstoles URJC o Móstoles Club de Fútbol. |

El Club Deportivo Móstoles va ser un equip de futbol espanyol de Móstoles, ciutat de l'àrea metropolitana sud de Madrid. Fundat el 1955 i dissolt el 2012, va jugar la seva última temporada a Tercera Divisió, celebrant partits a casa a l'Estadi El Soto, amb una capacitat de 14.000 espectadors.
Els colors de l'equip eren tots blaus, amb mitjons blancs.

## Història
El club es va fundar el 23 de setembre de 1955 amb José Alejandro Arenas Molina com a primer president. El Móstoles va fer la seva primera aparició a la segona B l'any 1990–91, 35 anys després de la seva formació. Tanmateix, només va durar una temporada i va acumular quatre presències més en aquesta categoria en les dues dècades següents, sense durar mai més de dues temporades.
El club va patir el descens del quart nivell al final de la campanya 2011-12, tornant així als campionats regionals. Es va retirar poc després, a causa d'un deute global de 234.591 € amb els seus jugadors de la 2011-12 i temporades anteriors. Tots els jugadors de la temporada 2011-12 van demandar al club per salaris no pagats. Els jugadors van guanyar la demanda.

## Temporada a temporada
| Temporada | Nivell | Divisió  | Lloc | Copa del Rei |
| --------- | ------ | -------- | ---- | ------------ |
| 1955–81   | 5      | Regional | —    |              |
| 1981/82   | 4      | 3a       | 19è  |              |
| 1982/83   | 5      | Regional | 2n   |              |
| 1983/84   | 4      | 3a       | 8è   |              |
| 1984/85   | 4      | 3a       | 17è  |              |
| 1985/86   | 4      | 3a       | 14è  |              |
| 1986/87   | 5      | Regional | 1r   |              |
| 1987/88   | 4      | 3a       | 3rd  |              |
| 1988/89   | 4      | 3a       | 2n   |              |
| 1989/90   | 4      | 3a       | 1r   |              |
| 1990/91   | 3      | 2a B     | 19è  |              |
| 1991/92   | 4      | 3a       | 3rd  |              |
| 1992/93   | 4      | 3a       | 6è   |              |
| 1993/94   | 4      | 3a       | 4t   |              |
| 1994/95   | 3      | 2a B     | 12è  |              |
| 1995/96   | 3      | 2a B     | 19è  |              |
| 1996/97   | 4      | 3a       | 5è   |              |

| Temporada | Nivell | Divisió | Lloc | Copa del Rei |
| --------- | ------ | ------- | ---- | ------------ |
| 1997/98   | 4      | 3a      | 2n   |              |
| 1998/99   | 3      | 2a B    | 10è  |              |
| 1999/00   | 3      | 2a B    | 20è  |              |
| 2000/01   | 4      | 3a      | 3rd  |              |
| 2001/02   | 4      | 3a      | 4t   |              |
| 2002/03   | 4      | 3a      | 7è   |              |
| 2003/04   | 4      | 3a      | 1r   |              |
| 2004/05   | 4      | 3a      | 2n   |              |
| 2005/06   | 3      | 2a B    | 19è  |              |
| 2006/07   | 4      | 3a      | 9è   |              |
| 2007/08   | 4      | 3a      | 4t   |              |
| 2008/09   | 4      | 3a      | 11è  |              |
| 2009/10   | 4      | 3a      | 8è   |              |
| 2010/11   | 4      | 3a      | 9è   |              |
| 2011/12   | 4      | 3a      | 17è  |              |

- 6 temporades a Segona Divisió B
- 23 temporades a Tercera Divisió

## Exjugadors destacats
- Gustavo di Lella
- Dani Evuy
- Harvey Esajas
- Rubén de la Red
- Jaime Mata